# Tapinoma antarcticum
Tapinoma antarcticum este o specie de furnici din genul Tapinoma. Descrisă de  Forel în 1904, specia este endemică în Chile.